# Beinwil (Soleura)
Beinwil é uma comuna da Suíça, no Cantão Soleura, com cerca de 318 habitantes. Estende-se por uma área de 22,67 km², de densidade populacional de 14 hab/km². Confina com as seguintes comunas: Aedermannsdorf, Erschwil, Lauwil (BL), Meltingen, Mervelier (JU), Montsevelier (JU), Mümliswil-Ramiswil, Nunningen, Schelten (BE).
A língua oficial nesta comuna é o Alemão.

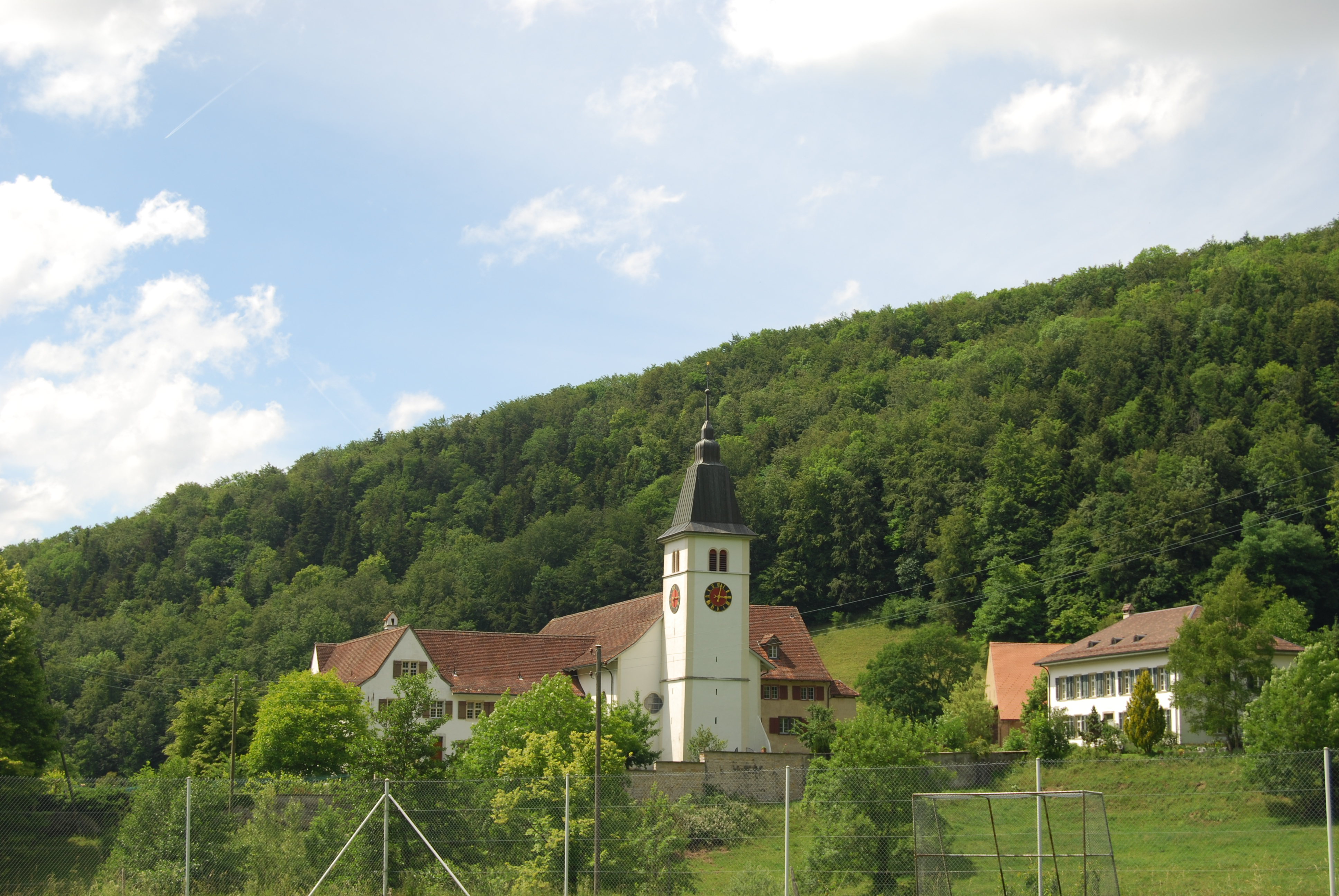
Beinwil.